# Braunschweigs voetbalkampioenschap 1910/11
In 1910/11 werd het zevende Braunschweigs voetbalkampioenschap gespeeld, dat georganiseerd werd door de Noord-Duitse voetbalbond. Eintracht Braunschweig werd kampioen en plaatste zich voor de Noord-Duitse eindronde. De club versloeg Marine SC Wilhelmshaven en verloor in de finale van Holstein Kiel.
De uitslagen of stand zijn niet meer bekend.

## Eindstand
| Plaats | Club                         | Wed. | W | G | V | Saldo | Ptn |
| ------ | ---------------------------- | ---- | - | - | - | ----- | --- |
| 1.     | FC Eintracht Braunschweig    |      |   |   |   |       |     |
| 2.     | FV 05 Braunschweig           |      |   |   |   |       |     |
| 3.     | BV Wacker 06 Braunschweig    |      |   |   |   |       |     |
| 4.     | FC Eintracht Braunschweig II |      |   |   |   |       |     |

|  | Kampioen |